# زاي
الزاي "ز" هو الحرف الحادي عشر بالترتيب الهجائي من الأبجدية العربية، وهو راء معجمة، وقيمته 7 في حساب الجمل.